# Due contro tutti
Due contro tutti è un film del 1962 diretto da Alberto De Martino e Antonio Momplet. 
È una parodia dei film western statunitensi girata in Spagna.

## Trama
I fratelli Bull e Jonathan Sullivan, dopo un lungo vagabondaggio, si ritrovano a Golden City, cittadina del profondo West, in mano ad una banda di malfattori manovrati dal sindaco Fast Missouri.